# 安楽 (年号)
安楽（あんらく）は、隋末唐初に自立し涼政権を樹立した李軌が建てた私年号。
618年 - 619年。

## 西暦・干支との対照表
| 天寿 | 元年  | 2年   |
| 西暦 | 618年 | 619年 |
| 干支 | 戊寅  | 己卯  |